# رفائيل إسبوزيتو
رافائيل إسبوزيتو (بالإنجليزية: Raffaele Esposito)‏؛ هو صاحب المطعم الإيطالي «بيتزاريا دي بيترو و باستا كوزي» في القرن التاسع عشر. يقترح العديد من المهتمين بتاريخ البيتزا أن رافائيل هو الأب الفعلي للبيتزا الحديثة. والحادثة الشهيرة هي حينما رأى رافائيل بأن البيتزا التقليدية في ذلك الوقت والمحتوية على إضافات كثيرة من الثوم لن تكون مناسبة لتقديمها لملكة إيطاليا آنذاك (مارغاريتا دي ساڤويا) حينما كانت في زيارة لمدينة نابولي عام 1889م. لذا قرر أن يقوم بصنع طبق من البيتزا يحتوي صلصلة الطماطم وجبنة الموتزاريلا وعشبة الريحان تمثيلاً للعلم الإيطالي بألوانه الأحمر والأبيض والأخضر. وهي البيتزا التي اشتهرت فيما بعد باسم بيتزا مارغاريتا.